# Заболотів (станція)
Заболо́тів — проміжна залізнична станція Івано-Франківської дирекції Львівської залізниці на неелектрифікованій лінії Коломия — Чернівці-Північна між станціями Матіївці (11 км) та Видинів (9,5 км). Розташована в селищі Заболотів Коломийського району Івано-Франківської області.

## Пасажирське сполучення
На станції зупиняються приміські поїзди сполученням Коломия — Чернівці та нічний швидкий поїзд № 135/136 сполученням Одеса — Чернівці.